# Trèfle (carte à jouer)
Pour les articles homonymes, voir Trèfle (homonymie).

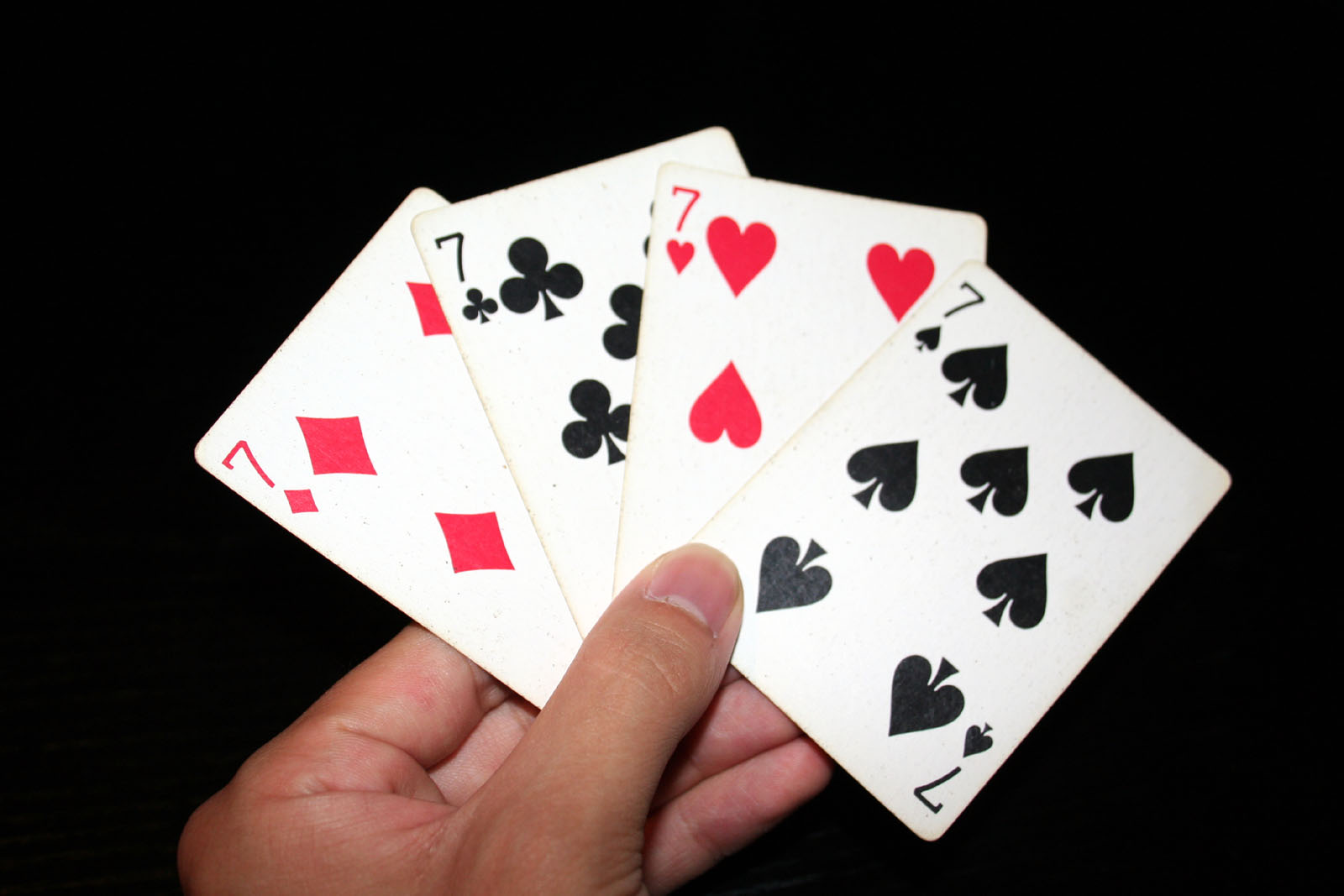
Une main de quatre sept : le sept de trèfle est la 2e carte en partant de la gauche.

Le trèfle (♣) est une enseigne de cartes à jouer, l'une des quatre enseignes françaises avec le cœur, le carreau et le pique.

## Nom
En français, l'usage du terme « trèfle » pour les jeux de cartes est attestée au moins depuis le XVIe siècle. 
Dans d'autres langues, le terme peut être un dérivé de « trèfle » (allemand Treff, russe трефы), de « fleur » (italien fiore), de « croix » (allemand Kreuz) ou de « bâton », enseigne dont dérive celle des piques (espagnol bastos, anglais clubs).

## Caractéristiques

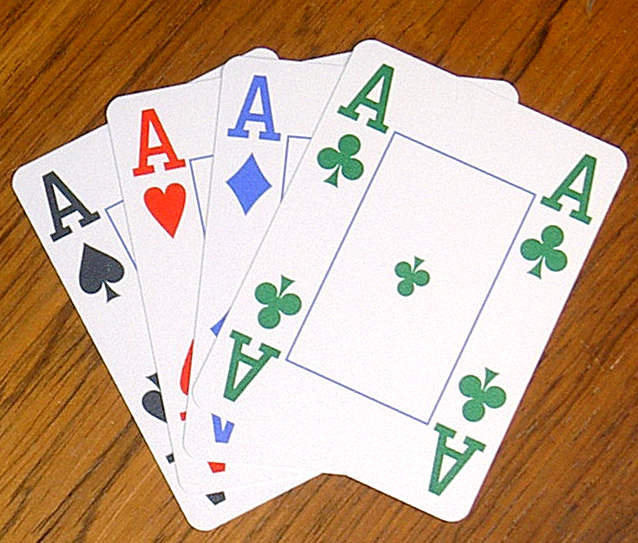
Quatre as d'un ; ici, les trèfles sont verts.

L'enseigne de trèfle est représentée par une forme de trèfle à trois feuilles très stylisé, pied vers le bas.
Généralement, les trèfles sont de couleur noire. Ils peuvent cependant être représentés en vert, ce qui est le cas par exemple au bridge (où il s'agit de l'une des deux enseignes mineures, avec le carreau).
La galerie suivante reprend les trèfles d'un jeu de 52 cartes au portrait français (il manque le cavalier de trèfle, utilisé au tarot) :

As
2
3
4
5
6
7
8
9
10
Valet
Dame
Roi

## Historique
Les premières cartes à jouer éditées en Europe ne comportent aucune des enseignes rencontrées dans les jeux français. Les enseignes latines (bâtons, deniers, épées et coupes) sont probablement adaptées des jeux de cartes provenant du monde musulman,. Les enseignes françaises sont introduites par les cartiers français à la fin du XVe siècle, probablement par adaptation des enseignes germaniques (glands, grelots, feuilles et cœurs).
Les enseignes françaises procèdent d'une simplification des enseignes précédentes, permettant une reproduction plus aisée (et donc un moindre coût de fabrication). L'enseigne de trèfle semble trouver son origine dans celle de gland des enseignes germaniques, débarrassée de ses détails et fortement stylisée. Le passage du bâton des enseignes latines au gland des enseignes germaniques pourrait quant à lui provenir d'une altération de la pointe de ces premières.

Bâton, portrait de Trévise
Bâton, portrait de Sicile
Gland, portrait de Bavière
Trèfle, portrait de Paris

## Codes informatiques
Le symbole fait l'objet de deux encodages Unicode :
- U+2663 ♣ trèfle noir (HTML : &#9827; &clubs; voir aussi trèfle irlandais)
- U+2667 ♧ trèfle blanc (HTML : &#9831;)